# Gmina Løgstør
Gmina Løgstør (duń. Løgstør Kommune) istniejąca w latach 1970-2006 gmina w Danii w okręgu północnej Jutlandii (Nordjyllands Amt). Siedzibą władz gminy jest Løgstør. Gmina Løgstør została utworzona 1 kwietnia 1970 na mocy reformy podziału administracyjnego Danii. Po kolejnej reformie administracyjnej w roku 2007 weszła w skład nowej gminy Vesthimmerland.

## Dane liczbowe
- Liczba ludności: (♀ 5 209 + ♂ 5 061) = 10 270
  - wiek 0–6: 8,1%
  - wiek 7–16: 14,1%
  - wiek 17–66: 62,8%
  - wiek 67+: 14,9%
- zagęszczenie ludności: 47,3 osób/km²
- bezrobocie: 5,6% osób w wieku 17–66 lat
- cudzoziemcy z UE, Skandynawii i USA: 98 na 10.000 osób
- cudzoziemcy z krajów Trzeciego Świata: 147 na 10.000 osób
- liczba szkół podstawowych: 5 (liczba klas: 68)